# ظهور (آلبوم موسیقی)
ظهور نام آخرین اثر ایرج بسطامی است که پس از مرگ وی در سال ۱۳۸۳ ه‍.ش منتشر شده‌است. این آلبوم با نوازندگی گروه اشراق و با سرپرستی و آهنگسازی اصغر محمدی توسط شرکت آوای نوین منتشر شد. این آلبوم در دستگاه‌های دشتی و چهارگاه اجرا شده‌است. این آلبوم در مدت سه ماه اقامت ایرج بسطامی در شهر زنجان و به صورت استودیویی ضبط شده‌است.

## شرح

### هنرمندان[۱][۲]
- ایرج بسطامی: آواز
- اصغر محمدی: سنتور
- محسن محمدی: کمانچه
- حمید مرادی: نی
- هادی امدادی: تار
- اکبر محمدی: تنبک
- فرزاد صیدی: ویولون
- علی سلام پور: ویولون آلتو
- محمد دلنوازی: بربط
- حسین افشار نجفی: تارباس
- مسعود عزیزی: سنتورباس

### فهرست آهنگ‌ها[۱]

#### بخش نخست (طرف A نوار صوتی)
آواز دشتی
- تصنیف ناله شب (شهر از هاتف اصفهانی)
- قطعه ده ضربی اوج
- ساز و آواز (دو بیتی‌های باباطاهر)
- چهارمضراب سلوک
- تکنوازی بربط
- تصنیف دلداده

#### بخش دوم (طرف B نوار صوتی)
دستگاه چهارگاه
- پیش درآمد چهارگاه
- تکنوازی سنتور
- چهارمضراب ظهور
- آواز و ارکستر
- تصنیف نصیحت یار

### اشعار

#### متن تصنیف ناله شب
| هرشبم ناله زاریست که گفتن نتوان   |  | زاری از دوری یاریست که گفتن نتوان   |
| بی مه و روی تو ای کوکب تابنده مرا |  | روز روشن شب تاریست که گفتن نتوان    |
| چو جرس نالد اگر دل زغمت بیجا نیست |  | باری از عشق تو باریست که گفتن نتوان |
| تو گلی و سر کوی تو گلستان و رقیب  |  | در گلستان تو خاریست که گفتن نتوان   |

هاتف اصفهانی